# Fachliche Leistung
Die fachliche Leistung ist neben der Eignung und der Befähigung ein Bestandteil der Bestenauslese im öffentlichen Dienst in Deutschland. Grundlage bildet Art. 33 Abs. 2 Grundgesetz (GG), wonach jeder Deutsche nach seiner Eignung, Befähigung und fachlichen Leistung gleichen Zugang zu jedem öffentlichen Amt hat. Das Leistungsprinzip (auch Leistungsgrundsatz) gehört zu den hergebrachten Grundsätzen des Berufsbeamtentums.

## Beamte
Die fachliche Leistung ist insbesondere nach den Arbeitsergebnissen, der praktischen Arbeitsweise, dem Arbeitsverhalten und für Beamte, die bereits Vorgesetzte sind, nach dem Führungsverhalten zu beurteilen (§ 2 Abs. 3, § 49 Abs. 2 Satz 1 Bundeslaufbahnverordnung (BLV)). Unter fachlicher Leistung wird die anwendungsbezogene, in der Praxis nachgewiesene und in Zukunft zu erwartende Befähigung verstanden und ist demzufolge auf Grund praktischer Tätigkeit zu beurteilen. Es handelt sich um ein Werturteil darüber, in welchem Maße die Anforderungen eines oder mehrerer Dienstposten durch Arbeitsergebnisse erfüllt worden sind.
Alle laufbahnrechtlichen Entscheidungen sind nach Eignung, Befähigung und fachlicher Leistung zu treffen. Die fachliche Leistung ist neben der Eignung und Befähigung ein Auswahlkriterium für die Besetzung von Beamtenstellen (§ 9 Bundesbeamtengesetz (BBG)). Beamte können befördert werden, wenn sie nach Eignung, Befähigung und fachlicher Leistung ausgewählt worden sind (§ 32 Nr. 1 BLV).
Die fachliche Leistung ist neben der Eignung und Befähigung ein Kriterium, nach dem Beamte regelmäßig dienstlich zu beurteilen sind (§ 21 BBG, § 33 Abs. 1 Satz 1 BLV). Die Beurteilung hat spätestens alle drei Jahre (Regelbeurteilung), oder wenn es die dienstlichen oder persönlichen Verhältnisse erfordern (Anlassbeurteilung), zu erfolgen (§ 48 Abs. 1 BLV) und in der dienstlichen Beurteilung sind die fachliche Leistungen des Beamten nachvollziehbar darzustellen sowie Eignung und Befähigung einzuschätzen (§ 49 Abs. 1 BLV). Soweit Zielvereinbarungen getroffen werden, soll der Grad der Zielerreichung in die Gesamtwertung der dienstlichen Beurteilung einfließen (§ 49 Abs. 2 Satz 2 BLV). Zur Überprüfung der Erfüllung von Anforderungen, zu denen die dienstlichen Beurteilungen keinen Aufschluss geben, können eignungsdiagnostische Instrumente eingesetzt werden (§ 33 Abs. 1 Satz 3 BLV).
Die Bewertung der fachlichen Leistung in einer dienstlichen Beurteilung durch den Vorgesetzten ist gerichtlich nur eingeschränkt überprüfbar. Der Dienstherr hat einen Beurteilungsspielraum. Die Besetzung von Beförderungsstellen, die vor allem aufgrund der Bewertung der fachlichen Leistung erfolgt, sind oft Gegenstand von Konkurrentenklagen.
Beamte auf Probe haben sich in der beamtenrechtlichen Probezeit in vollem Umfang bewährt, wenn sie nach Eignung, Befähigung und fachlicher Leistung wechselnde Anforderungen ihrer Laufbahn erfüllen können (§ 28 Abs. 2 BLV).
Bei der Beurteilung der (fachlichen) Leistung schwerbehinderter Menschen ist eine etwaige Einschränkung der Arbeits- und Verwendungsfähigkeit wegen der Behinderung zu berücksichtigen (§ 5 Abs. 3 BLV).

## Soldaten
Für Soldaten der Bundeswehr ist die (fachliche) Leistung neben der Eignung und Befähigung ein Ernennungs- und Verwendungskriterium (§ 3 Abs. 1 Soldatengesetz (SG)).
Soldaten sind in regelmäßigen Abständen und wenn es die dienstlichen oder persönlichen Verhältnisse erfordern, nach ihrer Eignung, Befähigung und Leistung dienstlich zu beurteilen (§ 2 Abs. 1 Satz 1 Soldatenlaufbahnverordnung (SLV)). In den Beurteilungen sind die Leistungen der Soldatinnen und Soldaten nachvollziehbar darzustellen sowie Eignung und Befähigung für künftige Verwendungen einzuschätzen (§ 2 Abs. 2 SLV).
Der Soldat erhält zum Ende seiner Dienstzeit auf Antrag grundsätzlich durch seinen nächsten Disziplinarvorgesetzten ein Dienstzeugnis, das über die Art und Dauer der wesentlichen von ihm bekleideten Dienststellungen, über seine Führung, seine Tätigkeit und seine Leistung im Dienst Auskunft gibt (§ 32 Abs. 1 Satz 2 SG). Er kann eine angemessene Zeit vor dem Ende des Wehrdienstes ein vorläufiges Dienstzeugnis beantragen (§ 32 Abs. 2 SG). Das Dienstzeugnis soll dem Soldaten den Übergang in das zivile Berufsleben erleichtern. Es ist so abzufassen, dass es im zivilen Bereich verstanden und ausgewertet werden kann.